# Устюжанина, Татьяна Ильинична
Татья́на Ильи́нична Устюжа́нина (6 мая 1965, Мариуполь) — советская и украинская гребчиха, выступала за сборные СССР, СНГ и Украины по академической гребле в 1990-х годах. Бронзовый призёр летних Олимпийских игр в Барселоне, обладательница серебряных и бронзовых медалей чемпионатов мира, многократная победительница и призёрка этапов Кубка мира, республиканских и молодёжных регат. На соревнованиях представляла спортивное общество «Динамо», заслуженный мастер спорта Украины.

## Биография
Татьяна Устюжанина родилась 6 мая 1965 года в городе Мариуполе Донецкой области Украинской ССР. В детстве активно занималась волейболом и лёгкой атлетикой, в метании диска получила разряд кандидата в мастера спорта, однако в возрасте двадцати одного года перешла в греблю академическую. Проходила подготовку под руководством тренера Виктора Потапенко, состояла в добровольном спортивном обществе «Динамо».
Первого серьёзного успеха добилась в сезоне 1990 года, когда впервые одержала победу в зачёте взрослого всесоюзного первенства и, попав в основной состав советской национальной сборной, участвовала в чемпионате мира в Тасмании (Австралия), откуда привезла награду серебряного достоинства, выигранную вместе с напарницей Инной Фроловой в гонке парных двоек. Год спустя съездила на мировое первенство в Вену, где снова стала серебряной призёркой, но на сей раз в парных четвёрках. Ещё через год прошла отбор в так называемую Объединённую команду, созданную из спортсменов бывших советских республик для участия в летних Олимпийских играх 1992 года в Барселоне. С командой, куда также вошли гребчихи Антонина Зеликович, Екатерина Ходотович и Елена Хлопцева, завоевала в классе парных четвёрок бронзовую медаль, пропустив вперёд только экипажи из Германии и Румынии.
После распада Советского Союза Устюжанина, продолжая выступать за сборную Украины, соревновалась на многих престижных международных регатах. Так, в 1993 году она участвовала в заездах чемпионата мира в чешском городе Рачице, и финишировала одиннадцатой в двойке парной и девятой в четвёрке парной. В следующем сезоне, выступая на мировом первенстве в американском Индианаполисе, она выиграла бронзу в классе   4-к парных, пропустив вперёд лишь команды Германии и Китая. Затем, на чемпионате мира в финском Тампере, она была седьмой в парных двойках. Благодаря череде удачных выступлений, Устюжанина удостоилась права защищать честь страны на Олимпийских играх 1996 года в Атланте — в двойке парной с Еленой Реутовой, но смогла пробиться лишь в малый финал. Однако, выиграв в решающем заезде их команда заняла 7 место.
В течение нескольких последующих лет спортсменка боролась с раковой опухолью - прошла курс химиотерапии и после периода реабилитации в 1998 году вернулась в большой спорт. Принимала участие в чемпионате мира и в классе четверок парных заняла 7 место. Кроме того, она выступила на нескольких этапах Кубка мира, в частности, на этапе в Мюнхене выиграла серебро в заезде парных четвёрок. В 1999 году на чемпионате мира в г. Сан-Катарина (Канада) она выступала в четверке парной и завоевала серебряную медаль.  Пробившись в основной состав украинской национальной сборной, в 2000г. она отправилась на Олимпиаду в Сидней, где заняла в четвёрке парной четвёртое место, немного не дотянув до призовых позиций. За выдающиеся спортивные достижения удостоена почётного звания «Заслуженный мастер спорта Украины».
Завершив карьеру профессиональной спортсменки, с 2008 года регулярно принимает участие в ветеранских регатах например, в 2008 на чемпионате мира в Тракае (Литва) завоевала две золотые медали, в  2009 году на ветеранском чемпионате мира по академической гребле в Вене (Австрия) выиграла в различных дисциплинах четыре золотые медали. В 2009 году также принимала участие в чемпионате мира по прибрежной морской гребле в Плимуте (Великобритания), где заняла первое место в четверке парной с рулевым и третье место в одиночке. На чемпионате мира среди ветеранов в Дуйсбурге (Германия) 2012 году завоевала три золотые медали в одиночке, двойке парной и двойке парной микст. Чемпионка мира в 2013 году в Варезе (Италия) в трех классах. Пятикратная чемпионка Европы В Мюнхене (Германия) в 2010 и 2014 годах. В 2015 году стала чемпионкой Европейских игр по прибрежной морской гребле среди ветеранов в четверке парной с рулевым. В 2017 году принимала участие в чемпионате мира среди ветеранов в Словении г. Блед, где завоевала 3 золотые медали.  Ныне проживает в Киеве, работает в ДЮСШ "Атлант" - одной из киевских спортивных школ. Имеет двух дочерей (двойняшек), которые тоже занимаются академической греблей и на 2017 год являются трехкратными чемпионками Украины в 2-, 4- и 8+. В 2018 г. сёстры Анастасия и Екатерина Устюжанины стали чемпионками Европы в классе четверки распашной с рулевой г. Гравлин (Франция).